# Aculus pimpinellae
Aculus pimpinellae är en spindeldjursart som först beskrevs av Johan Ivar Liro 1941.  Aculus pimpinellae ingår i släktet Aculus, och familjen Eriophyidae. Arten är reproducerande i Sverige.